# Gottfried Daniel Wunschwitz
Gottfried Daniel Wunschwitz, též Bohumír Daniel z Vunšvic (24. března 1678 Praha – 25. června 1741 tamtéž) byl český šlechtic z rodu Wunschwitzů (Vunšviců) původem z Míšně, rodopisný sběratel a bibliofil.

## Život
Narodil se jako nejstarší ze synů, advokáta a krajského hejtmana v Plzni, barona Matyáše Bohumíra Wunschwitze (1632–1695), který proslul jako svatojánský ctitel. Dospělého věku se dožil jeho mladší bratr František Ignác (1683–1769), jehož tři synové (Jan Maxmilián Anton, Jan Ferdinand a Jáchym Hermann) žili v Bavorsku a jimiž rod počátkem 19. století vymřel po meči..
Hospodařil na zděděném panství Poběžovice, ke kterému v roce 1713 přikoupil statky Dolejší Krušec a Rapotice od tchána své první manželky Marie Františky (1695–1720) Jana Jiřího Schumanna. Wunschwitz byl dvakrát ženatý, dospělosti se dožili čtyři jeho dcery a dva synové z prvního manželství Jan Antonín (1710–1749), který vydal tiskem otcovo genealogické a heraldické dílo, a Jan Prokop (1719–1759), rada komorního soudu.

## Dílo
Wunschwitz velkou část svého života soustředil na sbírání, ať už šlo o mince a grafiky, kteréžto sbírky jsou dnes prakticky neznámé, a nebo o sbírky heraldické a genealogické, které odkázal stavům. Wunschwitzova genealogická a heraldická sbírka patří dodnes k nejdůležitějším svého druhu, chovaným v Národním archivu.